# Hymenelia epulotica
Hymenelia epulotica är en lavart som först beskrevs av Erik Acharius, och fick sitt nu gällande namn av Lutzoni. Hymenelia epulotica ingår i släktet Hymenelia och familjen Hymeneliaceae.  Arten är reproducerande i Sverige. Inga underarter finns listade i Catalogue of Life.